# Byttneria herbacea
Byttneria herbacea är en malvaväxtart som beskrevs av William Roxburgh. Byttneria herbacea ingår i släktet Byttneria och familjen malvaväxter. Inga underarter finns listade i Catalogue of Life.